# Cyrtandra mamolea
Cyrtandra mamolea är en tvåhjärtbladig växtart som beskrevs av Franz Reinecke. Cyrtandra mamolea ingår i släktet Cyrtandra och familjen Gesneriaceae. Inga underarter finns listade i Catalogue of Life.